# Стивън Джей Гулд
Стивън Джей Гулд (на английски: Stephen Jay Gould) е американски палеонтолог, еволюционен биолог, научен историк. Той е един от най-влиятелните и четени автори на научнопопулярна литература на своето време.

## Научна дейност
По-голямата част от професионалния си живот Гулд посвещава на преподавателската дейност в Харвардския университет и на работата в Американския музей по естествена история в Ню Йорк. В последните години от живота си Гулд преподава биология и еволюция в Нюйорския университет.
Най-големият научен принос на Гулд е теорията му за точковото равновесие, която развива с Нилс Елдридж през 1972 г. Според теорията, в по-голямата си част еволюцията се характеризира с дълги периоди на еволюционна стабилност, прекъсвани рядко от проявления на хладогенезис.